# Степанов Василь Матвійович
Степанов Василь Матвійович (27 грудня 1927 — 8 квітня 2011) — латвійський важкоатлет.
Срібний призер Олімпійських Ігор 1956 року в напівважкій вазі.
Срібний призер Чемпіонату світу 1955 року в напівважкій вазі.
Чемпіон Європи 1955 року в напівважкій вазі.